# Thomas Hunter
Thomas Hunter (Savannah, 19 dicembre 1932 – Norwalk, 27 dicembre 2017) è stato un attore statunitense.

## Biografia
Dopo un fortunato esordio televisivo, fu lanciato sul grande schermo da Blake Edwards nel film Papà, ma che cosa hai fatto in guerra?. Negli anni sessanta e settanta apparve in molte pellicole americane, spagnole e tedesche, e dal 1966 al 1976 lavorò con continuità nel cinema italiano. Nei film Il giustiziere (1975), Cassandra Crossing (1976) e The Act (1984) fu accreditato come Tom Hunter.
Nel 1980 scrisse il soggetto del film Countdown dimensione zero. Dal 1985 al 2007 lavorò soprattutto nelle emittenti tv statunitensi come sceneggiatore e scenografo, lavoro quest'ultimo che svolse anche in ambito teatrale.

## Filmografia

### Cinema
- Papà, ma che cosa hai fatto in guerra? (What Did You Do in the War, Daddy?), regia di Blake Edwards (1966)
- Un fiume di dollari, regia di Carlo Lizzani (1966)
- 3 pistole contro Cesare, regia di Enzo Peri (1967)
- Katiuscia, regia di Harald Philipp (1967)
- Lo sbarco di Anzio (Anzio), regia di Edward Dmytryk e Duilio Coletti (1968)
- Revenge, regia di Pino Tosini (1969)
- La legione dei dannati, regia di Umberto Lenzi (1969)
- Il magnifico Tony Carrera, regia di Juan Antonio De La Loma (1969)
- Il sorriso del ragno, regia di Massimo Castellani (1971)
- Carlos, regia di Hans Geissendörfer (1971)
- X 312 - Flug zur Hölle, regia di Jesús Franco (1971)
- Madness gli occhi della luna, regia di Cesare Rau (1971)
- Equinozio, regia di Maurizio Ponzi (1971)
- Mezzo litro di rosso per il conte Dracula (The Vampire Happening), regia di Freddie Francis (1971)
- Wer stirbt schon gerne unter Palmen?, regia di Alfred Vohrer (1974)
- Il giustiziere (The 'Human' Factor), regia di Edward Dmytryk (1975)
- Cassandra Crossing (The Cassandra Crossing), regia di George Pan Cosmatos (1976)
- La legge violenta della squadra anticrimine, regia di Stelvio Massi (1976)
- Countdown dimensione zero (The Final Countdown), regia di Don Taylor (1980)
- The Act, regia di Sig Shore (1983)

### Televisione
- Hawk l'indiano (Hawk) – serie TV, episodio 1x15 (1966)
- Gunsmoke – serie TV, episodio 15x03 (1969)
- Appuntamento con il destino (Appointment with Destiny) – serie TV, 1 episodio (1972)

## Doppiatori italiani
- Cesare Barbetti in La legione dei dannati, Madness gli occhi della luna
- Giuseppe Rinaldi in Un fiume di dollari
- Renato Mori in Cassandra Crossing
- Massimo Turci in Il sorriso del ragno
- Giancarlo Maestri in Tre pistole contro Cesare
- Gino La Monica in La legge violenta della squadra anticrimine
- Luciano De Ambrosis in Lo sbarco di Anzio
- Gigi Pirarba in Mezzo litro di rosso per il conte Dracula